# Ruslan Shcherbin
Ruslan Aydarovich Shcherbin (tiếng Nga: Руслан Айдарович Щербин; sinh ngày 12 tháng 9 năm 1999) là một cầu thủ bóng đá người Nga thi đấu cho FC KAMAZ Naberezhnye Chelny theo dạng cho mượn từ F.K. Rubin Kazan.

## Sự nghiệp câu lạc bộ
Anh có màn ra mắt tại Giải bóng đá chuyên nghiệp quốc gia Nga cho FC KAMAZ Naberezhnye Chelny ngày 10 tháng 4 năm 2018 trong trận đấu với F.K. Krylia Sovetov-2 Samara.